# Amazon Web Services
Amazon Web Services (AWS) — коммерческое публичное облако, поддерживаемое и развиваемое компанией Amazon с 2006 года. Предоставляет подписчикам услуги как по инфраструктурной модели (виртуальные серверы, ресурсы хранения), так и платформенного уровня (облачные базы данных, облачное связующее программное обеспечение, облачные бессерверные вычисления, средства разработки).
В значительной степени (наряду с Google Cloud Platform) повлияло на формирование концепции облачных вычислений в целом, и определило основные направления развития публичной модели развёртывания. Длительное время было крупнейшим в мире по выручке публичным облаком, во второй половине 2010-х годов уступив по этому показателю Azure от Microsoft, при этом сохраняя доминирование в сегментах инфраструктурных и платформенных услуг. По состоянию на 2017 год годовая выручка от услуг AWS превысила $20.4 млрд, что составило около 11,5 % доходов Amazon.

## История
Официально выпущено 14 марта 2006 года в составе трёх услуг — облачного файлового хранения Amazon S3, сервиса очередей Amazon SQS и услуг по аренде вычислительных мощностей Amazon EC2. При этом первые эксперименты по предоставлению подобных услуг компания начала ещё в июле 2002 года, в конце 2003 года Крисом Пинкхэмом (Chris Pinkham) и Бенджамином Блэком (Benjamin Black) выработана технико-коммерческая концепция будущего AWS, предусматривающая в качестве основы использование той же вычислительной инфраструктуры и программных решений, что и в розничноторговом бизнесе Amazon, а уже в ноябре 2004 года состоялся тестовый запуск Amazon SQS.
В декабре 2007 года заработала первая облачная СУБД — SimpleDB, через год пущена сеть доставки контента Amazon Cloud Front. В 2009 году появились услуги по доступу к Hadoop-кластерам (Elastic MapReduce) и реляционным СУБД (Amazon RDS). В 2012 году заработали облачная NoSQL-СУБД DynamoDB, облачная аналитическая массово-параллельная реляционная СУБД RedShift и система долговременного хранения Amazon Glacier. В 2014 году реализована платформа бессерверных вычислений AWS Lambda, а среди новых крупных запусков второй половины 2010-х годов — совместимая с MySQL и PostgreSQL реляционная облачная СУБД Aurora и Elastic Kubernetes Service — услуги по доступу к платформе контейнеризации на базе Kubernetes. К концу февраля 2020 года общее количество услуг облака составило 175.
В марте 2022 года на фоне военного нападения России на Украину Amazon Web Services объявила о прекращении приёма новых клиентов в России.

## Устройство
Облако размещено в нескольких географически разнесённых центрах обработки данных, объединяемых в группы по географической близости, называемые «регионами», внутри региона реализуется несколько «зон доступности» (англ. availablility zone), внутри которых обеспечивается высокая доступность размещённых сервисов; по состоянию на 2019 год действуют 60 зон доступности в 20 регионах. Подписчики могут выбирать регион и зону доступности, а также предоставляется возможность организовывать репликацию данных и перенос приложений между зонами доступности.
Самый крупный регион — Северная Виргиния (6 зон доступности), также на востоке США действует зона Огайо; на западе США функционируют два региона (Северная Калифорния и Орегон, по 3 зоны доступности). В Западной Европе действуют 5 регионов (Франкфурт, Ирландия, Лондон, Париж, Стокгольм, все — по 3 зоны доступности), 5 регионов — в Азиатско-Тихоокеанском регионе (четырёхзонный в Токио, трёхзонные в Сиднее и Сингапуре, двухзонные в Сеуле и Мумбае, локальный однозонный в Осаке), 2 отдельных региона в Китае (трёхзонный в Нинся и двухзонный в Пекине), а также двухзонный регион в Канаде и трёхзонный регион в Сан-Паулу. Также имеются два изолированных трёхзонных региона на Западе и Востоке США, предназначенные для государственных учреждений США.

## Инфраструктурные услуги
Ключевая инфраструктурная услуга — служба аренды виртуальных серверов EC2. Подписчикам предоставляются виртуальные машины, работающие на гипервизоре Xen и собственном варианте KVM, доступен выбор различных по вычислительной мощности машин, а также машин с доступом к специализированному оборудованию (видеокартам для GPGPU, программируемым вентильным матрицам). EC2 тесно интегрирована с другими инфраструктрными услугами облака, прежде всего — Elastic File System, обеспечивающим присоединяемую к виртуальным машинам файловую систему, Elastic Block Store (EBS), предоставляющим присоединяемые к виртуальным машинам тома как блочные устройства, и S3, обеспечивающим облачное файловое хранилище большого объёма.
Среди прочих инфраструктурных услуг — Route 53 (управляемый облачный DNS), VPC (средство создания в рамках изолированной VPN группы облачных сервисов), Elastic Load Balancing (балансировщик трафика между виртуальными машинами), служба Glacier обеспечивает долговременное («холодное») хранение данных, а CloudFront — сеть доставки контента. Ряд услуг обеспечивают автоматизированное управление инфраструктурой, размещаемой в AWS, среди таковых — CloudFormation, OpsWorks, CloudWatch.

## Платформенные услуги
В облаке широко представлены облачные СУБД различных категорий. Среди доступных NoSQL-систем — Amazon SimpleDB, DynamoDB, резидентная СУБД ElastiCache, графовая СУБД Neptune. В рамках услуг Amazon Relational Database Service (RDS) подписчики могут развёртывать облачные базы под управлением популярных реляционных СУБД — MySQL, Oracle Database, Microsoft SQL Server и PostgreSQL, при этом также доступна масштабируемая реляционная СУБД Amazon Aurora, совместимая с MySQL и PostgreSQL. Аналитическая массово-параллельная реляционная СУБД ParAccel, адаптированная для облачной инфраструктуры, предоставляется под торговой маркой Amazon Redshift.
Служба Amazon Athena позволяет проводить анализ данных в Amazon S3, используя стандартный SQL (с применением движка Presto), притом для её работы не требуется выделенных вычислительных мощностей (используется стратегия бессерверных вычислений), а подписчики оплачивают только количество мегабайтов, обработанных в рамках выполненных запросов. Служба Elastic MapReduce позволяет подписчикам создавать Hadoop-кластеры, оснащённые соответствующей экосистемой продуктов класса «больших данных» (в том числе Spark, Hive, HBase, Presto). Инструмент QuickSight предоставляет подписчикам возможности визуального анализа данных, размещённых в службах AWS. Amazon Elasticsearch Service обеспечивает облачный доступ к стеку из поисковой системы Elasticsearch и Kibana. Служба Amazon Machine Learning обеспечивает подписчикам доступ к инструментарию машинного обучения.
Среди услуг класса связующего программного обеспечения — брокер сообщений Amazon Kinesis (близок по возможностям Apache Kafka), служба очередей SQS и служба уведомлений SNS.
Средство развёртывания приложений в шаблоне «функция как услуга» с использованием стратегии бессерверных вычислений — AWS Lambda; Elastic Kubernetes Service предоставляет возможность развёртывания приложений в контейнерной инфраструктуре под управлением Kubernetes.